# 大阪市立天満中学校
大阪市立天満中学校（おおさかしりつ てんま ちゅうがっこう）は、大阪府大阪市北区神山町にある公立中学校。
都心部のドーナツ化現象と少子化による生徒数減少に伴い、大阪市立菅南中学校・大阪市立扇町中学校の2中学校を統合して1995年に開校した。
また、前身校の大阪市立菅南中学校の時代から夜間学級を設置し、義務教育を受ける機会に恵まれなかった学齢超過者への教育をおこなっている。

## 沿革
本項では前身校の沿革についても述べる。
1947年4月の学制改革の際、北区（当時の区域）で唯一の中学校として大阪市立北第一中学校（のちの大阪市立菅南中学校）が創立した。創立当初は北区全域を校区としていたが、翌1948年に大阪市立北第二中学校（現在の大阪市立北稜中学校）を分離した。
北第一中学校は創立当初、戦災で廃校となった菅南小学校の跡地（北区菅原町10-12）に立地し、1949年には大阪市立菅南中学校と改称した。その後1968年に北区神山町（現在の天満中学校敷地）に移転している。菅南中学校には1970年に夜間学級が設置されている。
一方で大阪市立扇町中学校は1949年4月、大阪市立北第三中学校として創立し、同年10月に扇町中学校に改称している。1950年には、扇町高等女学校（大阪市立扇町高等学校）の旧敷地（北区扇町2-4-15）に移転した。
しかし都心部のドーナツ化により、1981年に大阪市学校適正配置審議会が、北区の3中学校（菅南・北稜・扇町）の生徒減少を踏まえ、学校規模適正化が望ましいという答申を出した。1990年代になり、菅南・扇町の2校統合の統合構想が具体化した。
1994年3月23日に菅南中学校・扇町中学校の統合についての基本合意が成立し、2校の対等統合で中学校を新設することが決定した。1994年12月には新設校の校名と校区が決定し、1995年4月1日付で大阪市立天満中学校として開校した。
天満中学校は、大阪市立菅南中学校の校地を継承したうえで、校舎を新設することとした。開校当初は旧扇町中学校校舎を仮校舎として使用し、新校舎が完成した1997年より現在地での教育活動を開始した。
なお旧扇町中学校敷地は、中学校の南隣にあった北野病院の建て替えに伴う敷地として提供され、現在は北野病院となっている。建て替え前の旧北野病院敷地は、大阪市と北野病院が土地を交換する形で大阪市の市有地となり、2小学校統合で新設された大阪市立扇町小学校の敷地となった。

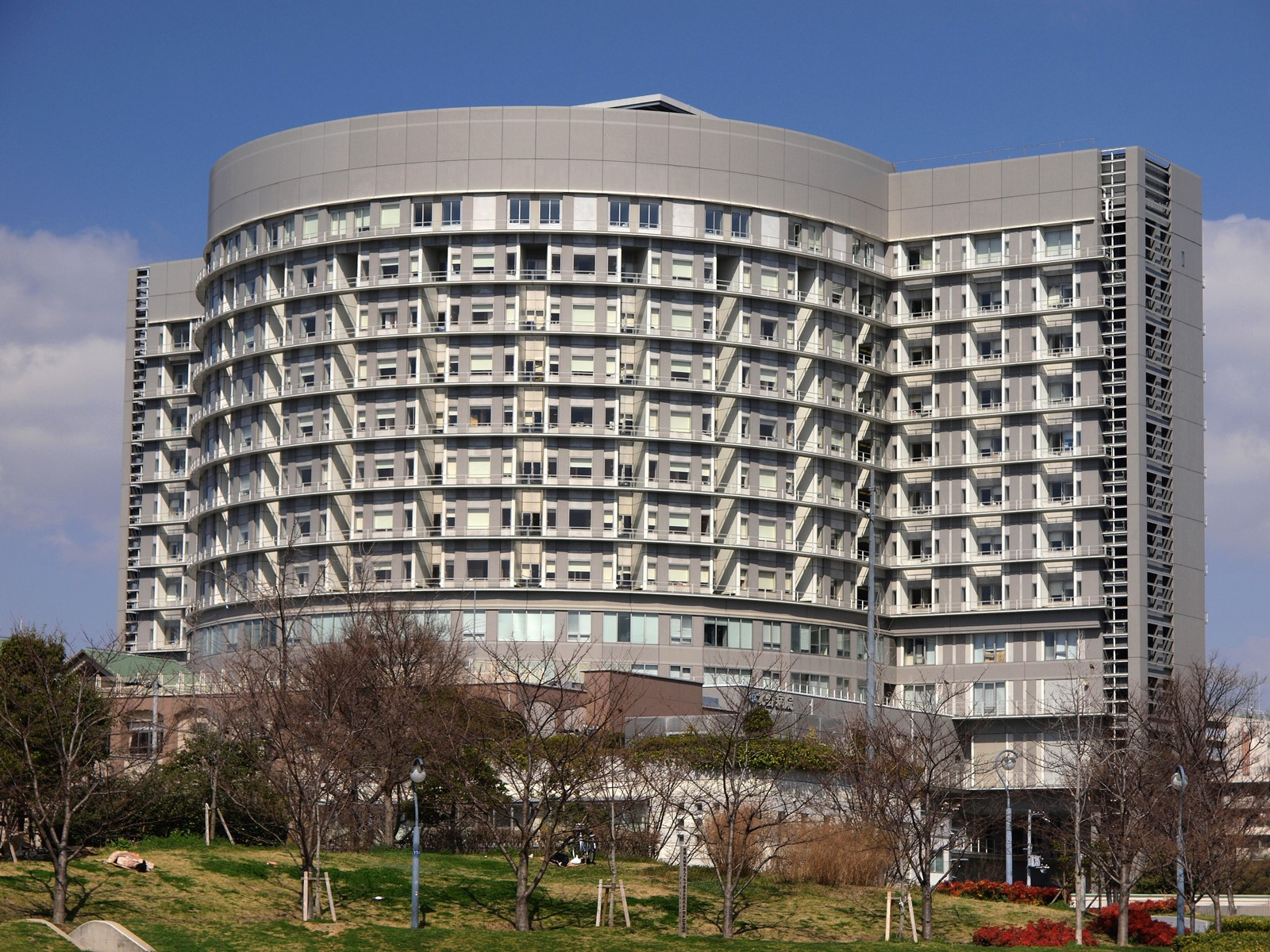
旧扇町中学校跡（北野病院、2009年）

2024年には、大阪市立中之島小学校・中学校（中之島小中一貫校）の開校により、校区の一部（堂島・中之島など）を中之島小中一貫校の校区に分離している。

### 年表
- 1947年4月1日 - 大阪市立北第一中学校が開校。
- 1948年4月1日 - 北第一中学校から、大阪市立北第二中学校（現在の大阪市立北稜中学校）が分離。
- 1949年4月1日 - 大阪市立北第三中学校が開校。
- 1949年5月1日 - 北第一中学校が大阪市立菅南中学校に改称。
- 1949年10月1日 - 北第三中学校が大阪市立扇町中学校に改称。
- 1950年5月 - 扇町中学校、旧扇町高等女学校敷地に移転。
- 1953年4月 - 菅南中学校、大阪市教育委員会から英語教育の研究校に指定される。
- 1964年11月 - 扇町中学校、大阪市教育委員会の数学教育研究校に指定され研究発表を実施。
- 1961年11月 - 菅南中学校、大阪市教育委員会の道徳教育研究校に指定され研究発表を実施。
- 1968年4月4日 - 菅南中学校、神山町に移転。
- 1969年2月 - 扇町中学校、文部省の道徳教育研究校に指定される。
- 1970年4月1日 - 菅南中学校夜間学級を設置。
- 1986年5月 - 扇町中学校、大阪市教育委員会の数学教育研究校に指定される（1987年度まで）。
- 1990年 - 扇町中学校、生活指導の研究校に指定される（1991年度まで）
- 1994年3月23日 - 菅南・扇町の2中学校の統合が合意される。
- 1994年12月15日 - 統合校の校名が「大阪市立天満中学校」に決定。
- 1994年12月26日 - 北区役所、天満中学校の校区を告示。
- 1995年3月31日 - 大阪市立菅南中学校・大阪市立扇町中学校の2校が閉校。
- 1995年4月1日 - 大阪市立天満中学校が開校。旧扇町中学校校舎を仮校舎とする。夜間学級も同時に開設。
- 1997年4月1日 - 旧菅南中学校跡に建設した新校舎が完成し、現在地に移転。
- 1997年10月1日 - 開校記念式典を実施。
- 2024年4月1日 - 大阪市立中之島小学校・中学校（中之島小中一貫校）の開校に伴い、校区変更。

## 通学区域
- 大阪市立西天満小学校、大阪市立扇町小学校、大阪市立菅北小学校の通学区域。
  - 梅田、扇町、天満、中崎町などの地域が校区に含まれる。

## 著名な出身者
- 植松優友 - プロ野球選手
- 橘八重龍誠 - プロ野球選手
- 新井将敬 - 政治家

## 交通
- 大阪環状線 天満駅 南西へ約450m。
- 地下鉄堺筋線 扇町駅 西へ約250m。
- 地下鉄谷町線 中崎町駅 南へ約350m。